# Epictia peruviana
Epictia peruviana là một loài rắn trong họ Leptotyphlopidae. Loài này được Orejas-Miranda mô tả khoa học đầu tiên năm 1969.